# World of Padman
World of Padman (kurz WoP) ist ein kostenloser Comic-Ego-Shooter. Ursprünglich war WoP eine Modifikation für Quake III Arena namens „Padmod“, welche nach zwei Jahren Entwicklung erstmals 2004 erschien. Nach der Freigabe des Quelltextes zur Quake-Engine (der Spiel-Engine von Quake 3 Arena) unter der GNU GPL wurde das Spiel weiterentwickelt und im April 2007 als Standalone-Version veröffentlicht. Ein erstes (ebenfalls kostenloses) Add-on wurde dann in Form zusätzlicher Karten im Juni 2007 freigegeben.
Die Spielfigur Padman stammt aus dem gleichnamigen Comic-Strip, den der Comiczeichner und Illustrator Andreas Endres alias „ENTE“ für die monatlich erschienene Computerspielezeitschrift „Playstation Games“ entwarf. Die Comics waren von der Erstausgabe Anfang 1998 bis Ende 2001 fester Bestandteil der Zeitschrift.

## Spielwelt und Spielmechanik
Weil das Spiel ursprünglich als Mod für Quake III Arena erschien, ist das grundlegende Spielprinzip der Vorlage recht ähnlich. 

Die konkrete Ausgestaltung setzt sich aber von der typischerweise düsteren Atmosphäre eines Ego-Shooters ab. Die Spielwelt ist überwiegend knallbunt und comichaft gestaltet. Schauplatz sind z. B. die unaufgeräumten Zimmer eines verwinkelten Hauses. Viele der insgesamt zwölf Karten (Maps) sind von Andreas Endres gestaltet worden; die meisten Maps sind dabei im „Liliput-Style“ gehalten: Der Spieler sieht ihm vertraute Umgebungen (Küche, Badezimmer, Garten) aus der Perspektive eines Däumlings (siehe auch Froschperspektive). Auch der Waffenfundus ist unkonventionell und enthält z. B. einen Bubble-Gum-Shooter („Bubble G“), der klebrigen Kaugummi verschießt, oder eine Wasserpistole („Boaster“) die in einem Bogen schießt und den getroffenen Bereich für kurze Zeit befeuchtet und so einen „Rutscheffekt“ verursacht.

### Lebenspunkte
Anders als in Quake III Arena kann man in WoP keine Health-Items einsammeln. Man hat zwei Möglichkeiten, die eigene Lebensenergie wieder aufzufüllen: Entweder lädt man sie in speziellen Ladestationen wieder auf (bleibt also dort stehen, während sich die Lebensanzeige langsam füllt), oder man sammelt das Powerup „Revival“ auf und genießt den Anblick einer sich selbstständig füllenden Anzeige, hier auch über den anfänglichen Maximalwert hinaus bis zum doppelten Startwert.

### Spielmodi
Neben den für das Egoshooter-Genre typischen Spielmodi wie Last Man Standing (in diesem Fall Last Pad Standing), Free for All und Team Deathmatch beinhaltet WoP zwei völlig neue Modi:
- Spray your Color, bei dem man von anderen Spielern beim Ableben fallengelassene Farbbehälter aufsammelt und damit sein eigenes Logo an bestimmte Wände in dedizierten „Spray-Rooms“ sprüht. Punkte bekommt man denn auch nicht für Abschüsse, sondern lediglich für gesprühte Logos.
- Big Balloon, hier müssen Ballone, die an strategischen Stellen auf der Karte verteilt sind, „aufgeblasen“ (also für eine bestimmte Zeit gehalten) und danach verteidigt werden. Am ehesten vergleichen lässt sich dieser Modus mit dem aus Unreal Tournament bekannten Modus Domination, oder den Flaggen in der Battlefield-Reihe.

Ein Einzelspielermodus war geplant, wurde aber wieder verworfen.

## Technik
Die Spielgrafik ist detailliert und in technischer Hinsicht relativ anspruchsvoll, auch wenn sie natürlich durch die schon etwas ältere Grafik-Engine an moderne Computer keine überhöhten Anforderungen stellt. 
Ein weiteres signifikantes Merkmal von WoP sind die extrem stark programmierten Bots, welche alle Spielmodi unterstützen. Das Spiel unterstützt außerdem eigene Modifikationen sowie Custom Maps, für welche auch ein Tutorial existiert.
Das Spiel ist auf mehreren Plattformen (namentlich Windows, Apple Macintosh und Linux, wobei vor allem letzteres erwähnenswert ist) lauffähig und wird auch überall gleichwertig unterstützt. Außerdem ist der Quelltext ebenfalls verfügbar.

## Reaktionen
WoP wurde auf vielen Websites vorgestellt, wie beispielsweise auf der Mod DB, Slashdot und ESRreality. Berichte gab es auch in der deutschsprachigen Presse bzw. deren Online-Ausgaben. Der Fernsehsender MTV stellte das Spiel vor, GIGA tat dies sogar zweimal.

## Gewaltdarstellung
WoP ist ein vollständig Pixelblut-freies Spiel, die Gewaltdarstellung ist nicht exzessiv und ähnelt derjenigen in einem Cartoon – die „getöteten“ Charaktere fallen bewusstlos um und entschwinden als schemenhafte Gestalt nach oben. Der humorvolle Ansatz und die knallbunte Grafik machen dieses Spiel wohl zu einem der familienfreundlichsten Ego-Shooter überhaupt. Aus diesem Grund erhielt das Spiel als erster Ego-Shooter, der auf der Quake-3-Engine basiert, in Deutschland von der USK im Dezember 2010 eine Altersfreigabe ab 12 Jahren.

## Versionsgeschichte
Am 6. Dezember 2007 wurde Version 1.2 veröffentlicht. Darin wurden einige Fehler behoben und die Spielgeschwindigkeit etwas gedrosselt. Außerdem wurde auch eine neue Map („Glowstars Anteroom“), ein neuer Skin für das Modell „MonsterPad“ und zwei neue Stücke zum "Green Sun Musicpack" hinzugefügt. Nach einiger Zeit wurde außerdem noch ein Mappack freigegeben, das drei zusätzliche Maps von ENTE enthält, nämlich Padgallery, Padcastle und Padcrash. Des Weiteren gab es fast zeitgleich noch ein neues Musikpack, das neue Songs von Mighty Pete enthält.
Seit 28. Dezember 2010 ist WoP in der Version 1.5 erhältlich. Es wurden u. a. neue Spieltypen, neue Maps, neue Playermodelle, eine neue Waffe und neue Powerups hinzugefügt.
Am 17. Dezember 2011 wurde Version 1.6 veröffentlicht.

## Modifikationen
Für World of Padman gibt es auch einige Modifikationen (Mods):
- X-Mas WoP[16]
- CTF-Mod[17]
- World of Padman Multiplayer Modifiers[18]